# Орда
Орда́ (з половецької: orda, «зібрання», «двір») — у X—XVIII ст. тип суспільно-військової організації кочових народів Євразійського степу. Аналог племені або роду. Деякі успішні орди утворювали держави —  ханства. Синоніми — «юрт» (юрта, «рід, плем'я») і «улус» («країна»).

## Етимологія
Етимологічно, слово «орда» походить від монгольського слова «ордо» або турецького «орта», що означає сторону, відділ, намет або напрям, тлумачиться як обоз, табір або палац, намет, місце влади або королівського двору.
У рамках китайської імперії Ляо, слово «ордо» використовувалось по відношенню до навколишнього середовища найважливіших людей в країні (як Європейського королівського двору), включаючи рабів, слуг і охоронців. Імператори, імператриці і князі мали свої орди.
Пізніше у європейській історичній літературі у зв'язку з створенням негативного образу давніх степових народів Азії це слово набуває негативного значення (щось на зразок «військо-зграя ворогів-кочівників-загарбників»).
Назвою Орда (з великої букви) заведено позначати суспільно-політичну військову, структуру створену Чингіз-ханом у XIII ст. в степах Євразії. Інші її назви — Монгольська імперія та царство Ординське.

## Орди
В руській, польській а згодом і в українській та російській історичній науці ордою заведено називати будь-яку суспільно-політичну військову структуру кочовиків Великого Євразійського степу до XIII ст. Так, можна зустріти згадки про скіфські і сарматські орди, тюркські орди, орди Аттіли, булгарські, половецькі та інші.
На території Південної України за середньовіччя також існували орди:
- Білгородська (Буджацька, Добруджанська, Малих ногаїв)
- Джамбуйлуцька (Перекопська)
- Єдисанська (Очаківська)
- Єдичкульська
- Кримська

## Відомі орди
- Біла Орда, утворена 1226
- Синя Орда, утворена 1227
- Золота Орда, Татаро-монгольська держава, утворена в 1240-х роках
- Велика Орда, залишки Золотої Орди приблизно з 1466 до 1502
- Ногайська Орда, татарського клану, розташована в регіоні гір Кавказу, утворена 1390